# Rewolta ikonoklastów

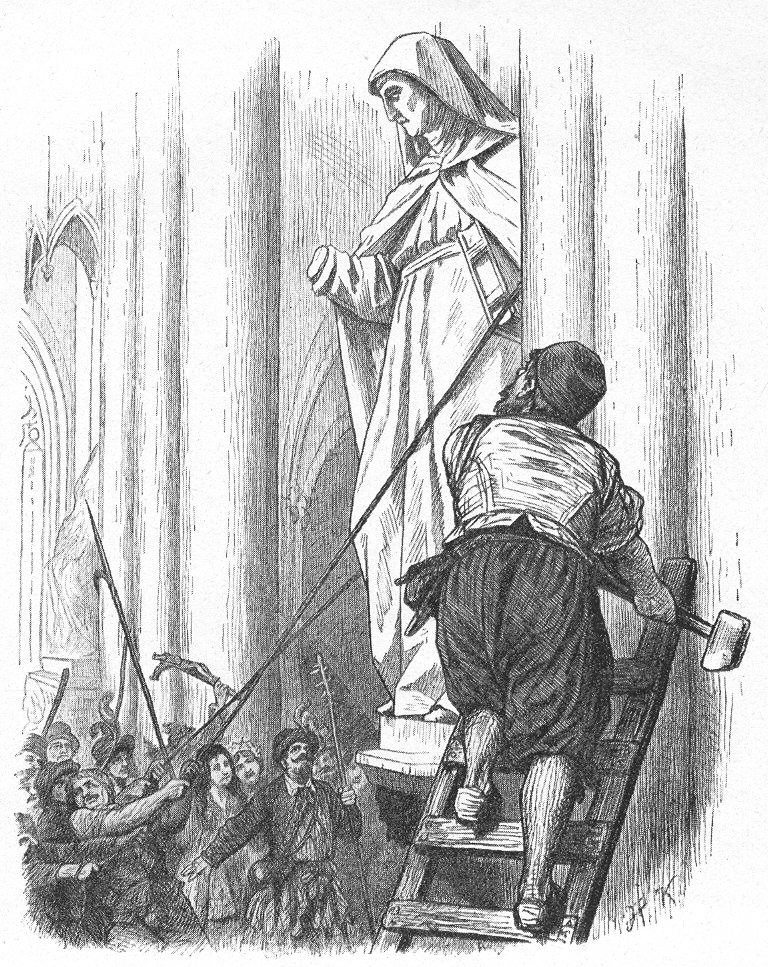
Działania ikonoklastów na XIX-wiecznej grafice

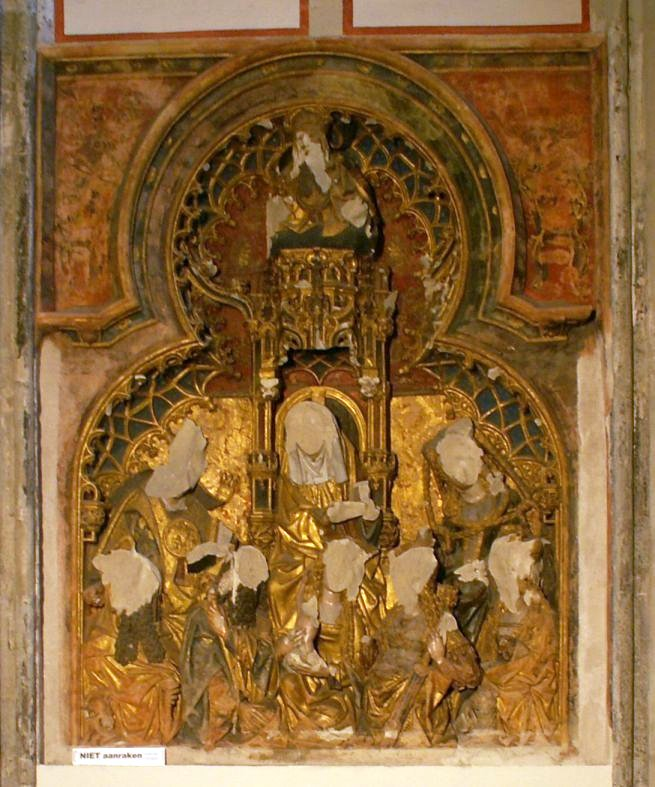
Przykład zniszczeń dokonanych przez ikonoklastów

Rewolta ikonoklastów, inaczej: rewolta lub szał obrazoburców – trwające kilka tygodni powstanie w Niderlandach w 1566, w czasie którego zwolennicy reformacji niszczyli w kościołach katolickich ołtarze, obrazy i posągi świętych, stalle, naczynia liturgiczne, monstrancje, organy, palili księgi, dokumenty itp.

## Geneza
Historycy nie są jednomyślni, jeśli chodzi o bezpośrednie źródła wybuchu rewolty. Oczywistą przyczyną jest rozpowszechnianie się w Niderlandach kalwinizmu, który przeciwstawia się tworzeniu i czczeniu wizerunków świętych. Innych przyczyn można szukać zarówno w sytuacji politycznej, społeczno-ekonomicznej jak i religijnej Siedemnastu Prowincji. Filip II, rządzący w Niderlandach przez namiestniczkę Niderlandów, swoją siostrę – Małgorzatę Parmeńską, ograniczył wpływy Rady Państwa, zreorganizował biskupstwa, przeznaczając część klasztorów na uposażenie nowych diecezji, wydał nakaz przestrzegania edyktów antykacerskich, co w praktyce oznaczało przymus pomocy sądom inkwizycyjnym i wykonanie wyroków na uwięzionych zwolennikach reformacji. Oprócz tego Niderlandy miały problemy finansowe spowodowane przestarzałym systemem podatkowym, a słabe plony i głód wśród klas niższych, potęgował niechęć do bogatego kościoła katolickiego. Wszystkie te czynniki doprowadziły do wzrostu niezadowolenia, które podzielali zarówno możni, jak i klasy niższe. Ponieważ największą siłą napędową rewolty była konfederacja zawiązana przeciwko inkwizycji, toteż działania skierowane były głównie przeciwko kościołom. Bezpośrednią przyczyną rozpoczęcia akcji obrazoburczych było kazanie kalwińskiego kaznodziei Sebastiana Matte'a. Drugim głównym przywódcą w początkowej fazie rewolty był Jacob de Buyzere.
Przytaczany jest także pogląd mówiący, że rewolta była hiszpańską prowokacją. Dzięki temu Hiszpania mogła zaostrzyć reżim panujący w Niderlandach, co zdaje się potwierdzać natychmiastowe mianowanie przez Filipa II nowym namiestnikiem Niderlandów księcia Albę Fernando Álvareza de Toledo, zwanego Żelaznym Księciem.

## Przebieg rewolty
10 sierpnia 1566 w Steenvoorde, po wspomnianym kazaniu, splądrowana została przez kalwinistów kaplica św. Wawrzyńca. Jeszcze tego samego dnia w innych kościołach w mieście uzbrojony w siekiery, młoty i łomy tłum niszczył wszelkie przedmioty kultu i naczynia liturgiczne. W kolejnych dniach fala niszczycielska ogarnęła kolejne miasta Niderlandów. Niewiele kościołów czy klasztorów nie padło ofiarą obrazoburców. Ikonoklaści splądrowali kościoły m.in. w Antwerpii, Gandawie, Tournai, Valenciennes, Oudenaarde, Mechelen, Turnhout. Od 23 sierpnia rozruchy objęły także północną część Niderlandów – Amsterdam, Utrecht, Leiden, Delft. Jednak w tej części zniszczenia były nieco mniejsze. Jednym z miast, które ucierpiało najbardziej była Gandawa, gdzie w ciągu 24 godzin ikonoklaści dokonali poważnych zniszczeń w siedmiu kościołach parafialnych, jednym kościele kolegialnym, 25 klasztorach, dziesięciu klasztornych domach dla gości i siedmiu kaplicach. Rewolta ikonoklastów trwała aż do początków października.

## Kim byli obrazoburcy?
Powszechnie uważa się, że rewolta była dziełem gminu. Jednak najnowsze badania dowodzą, że obrazoburcy działali prawie zawsze pod przywództwem kaznodziejów czy szlachty. Hasłem działań nie było samo niszczenie, a raczej oczyszczenie, co wyrażało sympatię, jaką ikonoklaści darzyli kalwinizm, który potępiał kult świętych.

## Skutki
Początkowo kalwiniści cieszyli się dość powszechnym poparciem, jednak coraz większe sukcesy ikonoklastów zaczęły wzbudzać niepokój u katolickiej większości społeczeństwa. Dzięki temu doszło do podpisania przez Małgorzatę Parmeńską porozumienia, które uśpiło nieco czujność przeciwników Filipa II. Po stłumieniu powstania, władca planował pozbawić Niderlandy dawnych przywilejów i zaprowadzić władzę absolutną. Filip II mianował nowym namiestnikiem Niderlandów księcia Alby Fernando Álvareza de Toledo, zwanego Żelaznym Księciem. Rozpoczęto karanie uczestników rewolty. Szybko nastąpił rozłam wśród niderlandzkich przywódców - wielu w nich, wliczając hrabiów Egmonta i Hoorne'a, złożyła przysięgę na wierność królowi, natomiast Wilhelm Orański udał się do władz Cesarstwa w poszukiwaniu poparcia dla swoich planów niepodległościowych. Zorganizował on powstanie, które było początkiem wojny osiemdziesięcioletniej.